# Fjällpåskrislav
Fjällpåskrislav (Stereocaulon alpinum) är en lavart som beskrevs av Laurer. Fjällpåskrislav ingår i släktet Stereocaulon och familjen Stereocaulaceae.  Arten är reproducerande i Sverige. Inga underarter finns listade i Catalogue of Life.

## Källor

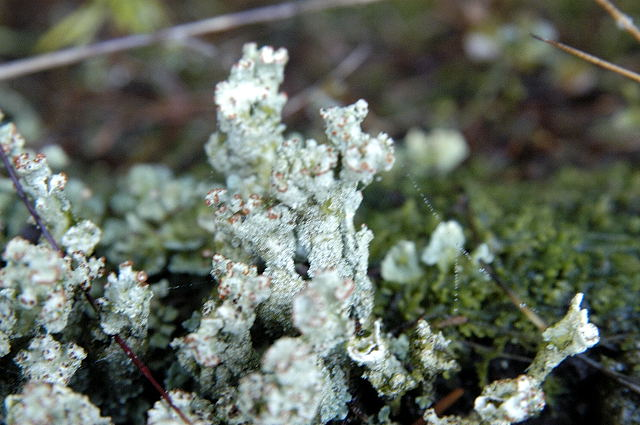
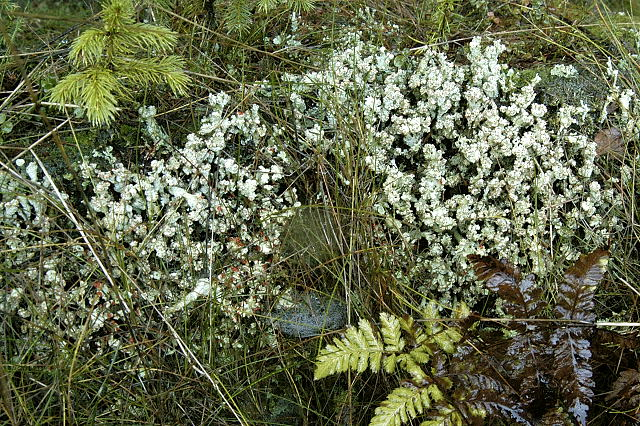